# Cú lửa
Cú lửa (tên khoa học: Asio flammeus) là một loài chim trong họ Strigidae.

## Phân loài
- Asio flammeus bogotensis (Chapman, 1915)
- Asio flammeus domingensis (Statius Müller, 1776)
- Asio flammeus flammeus (Pontoppidan, 1763)
- Asio flammeus galapagoensis (Gould, 1837)[4]
- Asio flammeus pallidicaudus (Friedmann, 1949)
- Asio flammeus ponapensis (Mayr, 1933)
- Asio flammeus portoricensis (Ridgway, 1882)
- Asio flammeus sandwichensis (A. Bloxam, 1827)[5]
- Asio flammeus sanfordi (Bangs, 1919)
- Asio flammeus suinda (Vieillot, 1817)

## Hình ảnh

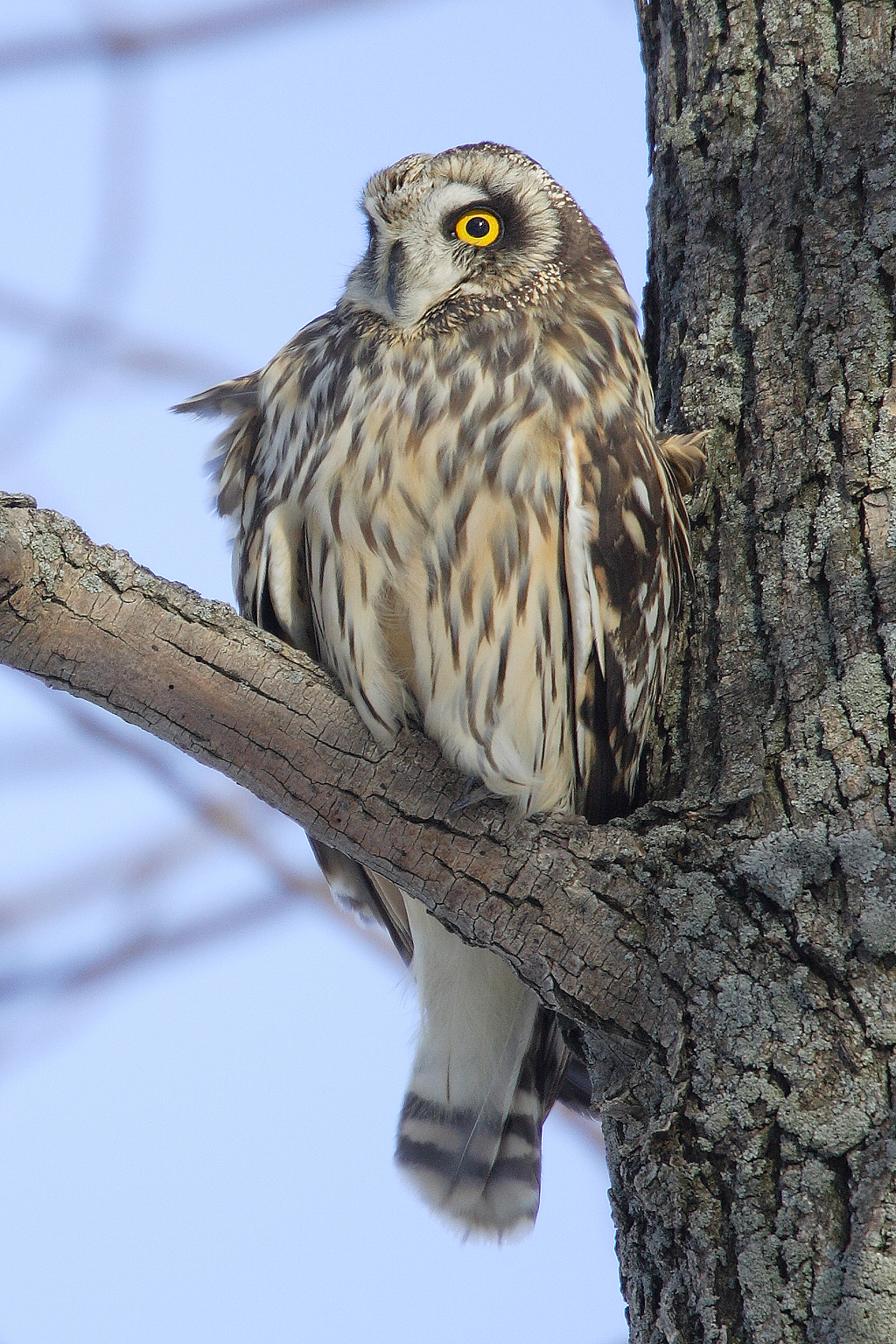
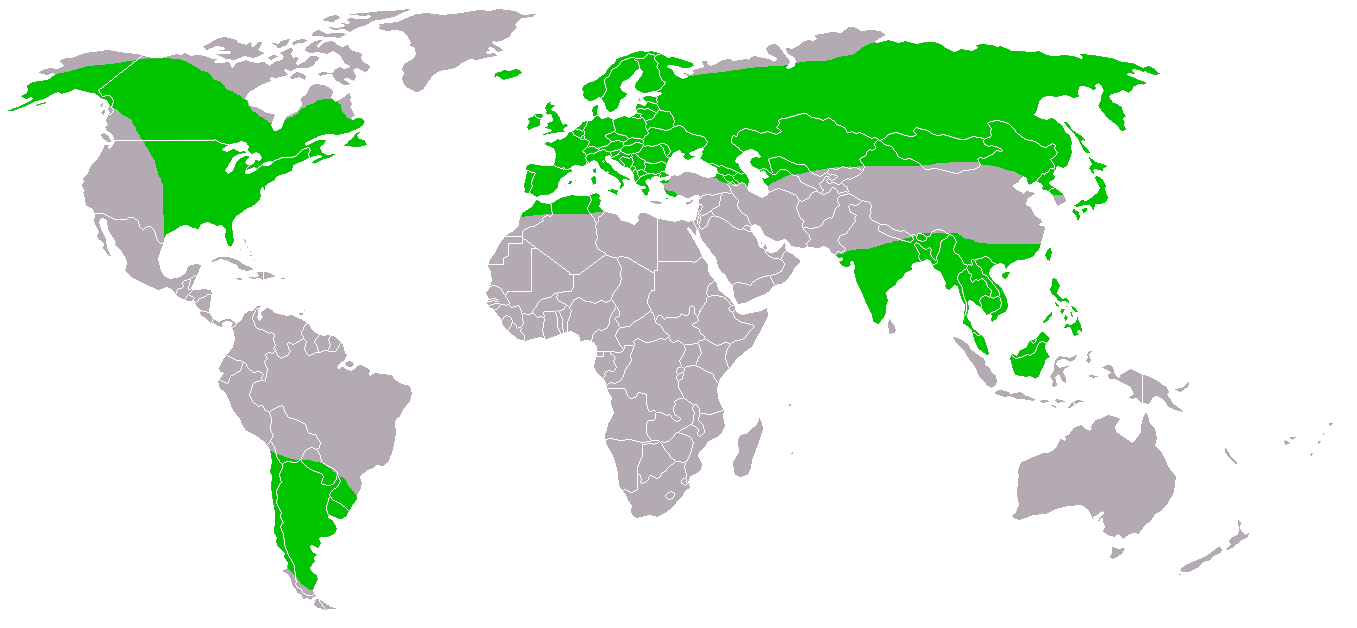
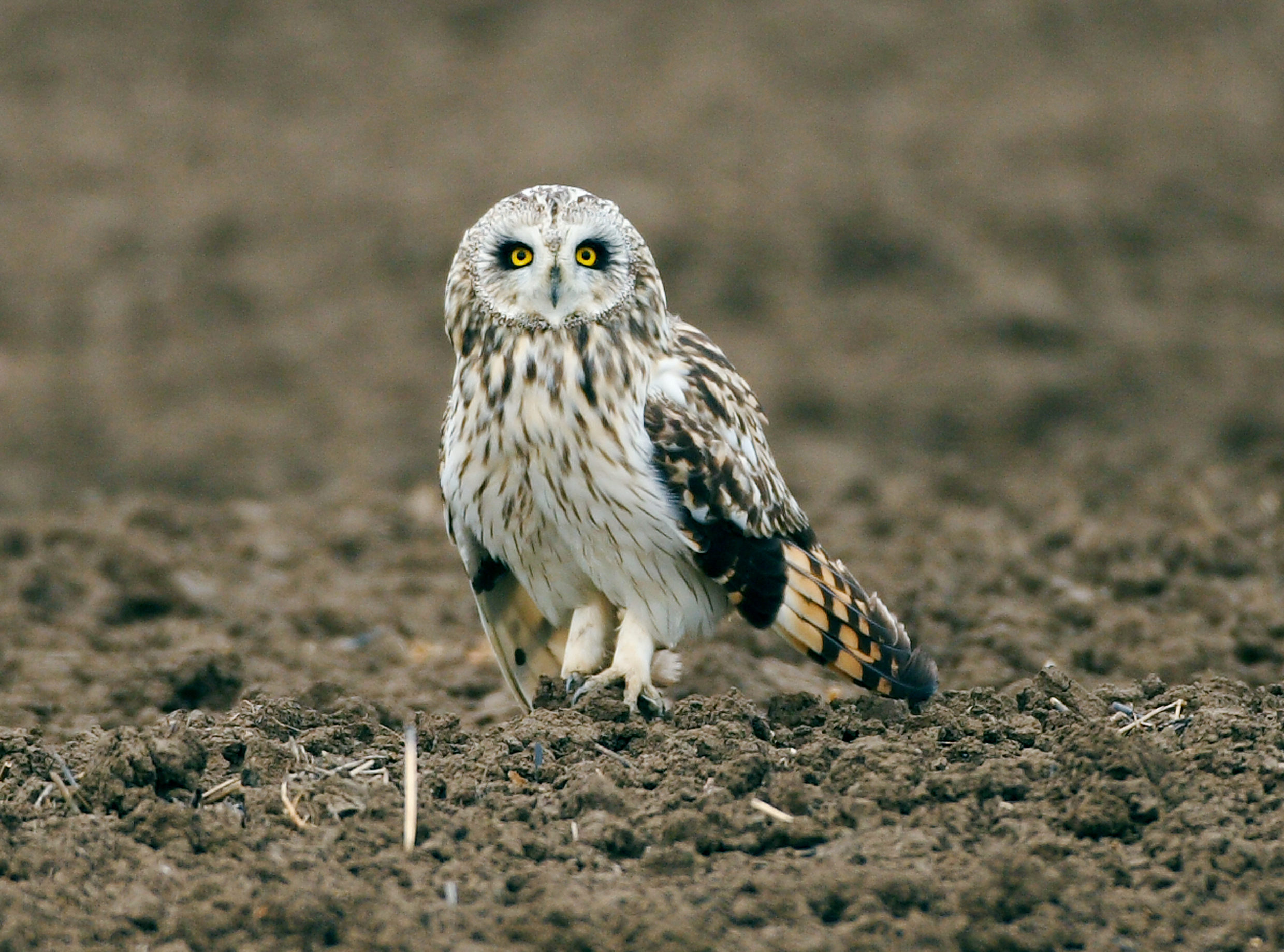
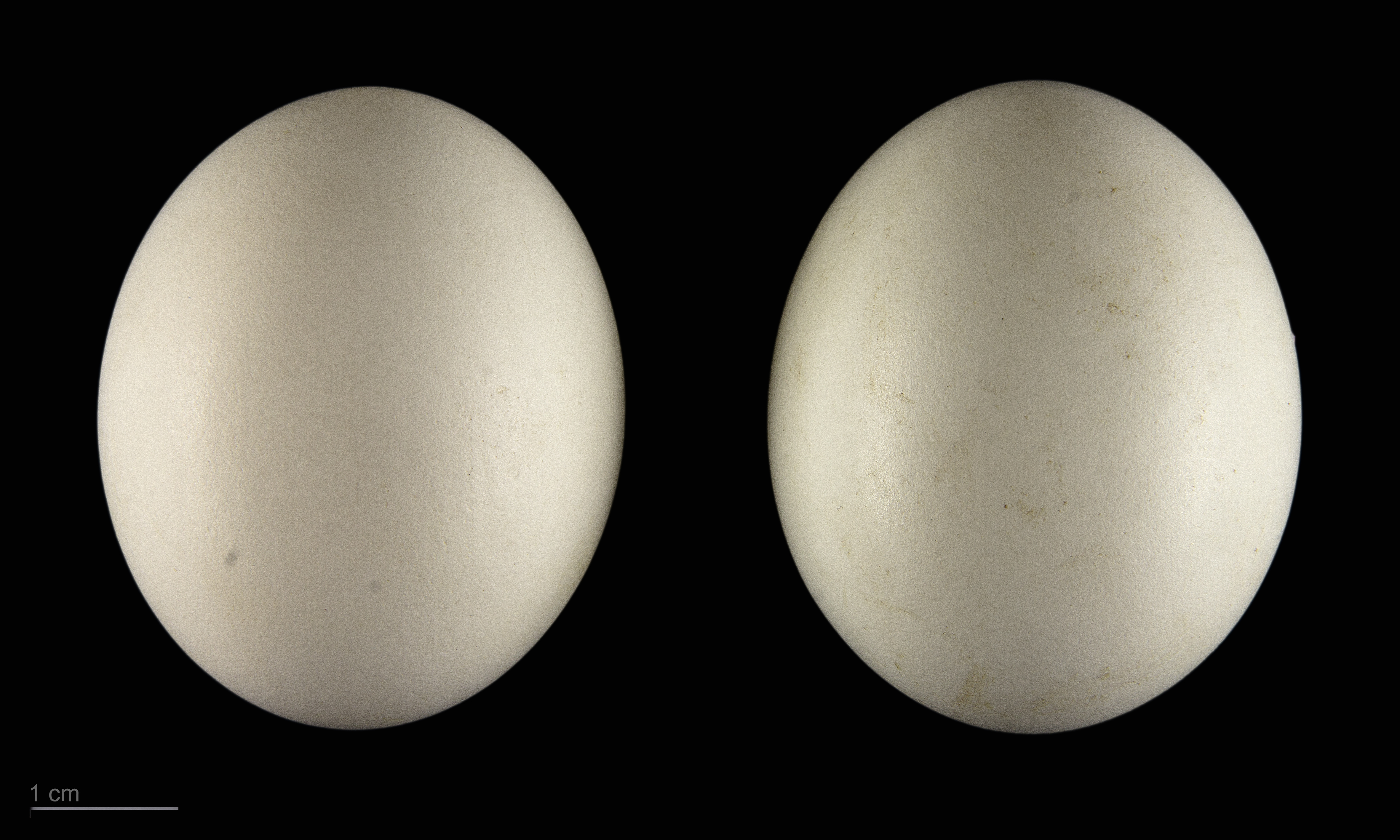
Asio flammeus flammeus